# قرة غنبد سفلي
قرة غنبد سفلي (بالفارسية: قره‌گنبد سفلی) هي مستوطنة تقع في تشارواماق الشرقية الريفية في إيران. يقدر عدد سكانها بـ 43 نسمة .